# Architectural Association School of Architecture
L'Architectural Association (également connue sous le nom de AA School of Architecture) est la plus ancienne école d'architecture indépendante au Royaume-Uni. Elle fut fondée par deux architectes insatisfaits, (Robert Kerr, 19 ans, et Charles Grey, 24 ans) en 1847 pour proposer un cursus indépendant à une période où il n'existait aucune formation similaire.

## Historique
L'école s'établit concrètement en 1890. En 1901, elle emménagea dans l'ancien Royal Architectural Museum. En 1920, elle déménagea à nouveau pour s'installer dans ses locaux actuels, à Bedford Square au cœur de Londres (elle a depuis acquis des locaux supplémentaires sur John Street ainsi qu'un emplacement à Hooke Park dans le Dorset). Après 150 ans, l'AA attire des étudiants de plus de cinquante pays dans le monde entier.
Les cours sont divisés en deux domaines principaux :
- programmes d'étudiant préparant une licence, menant au diplôme de l'AA
- programmes universitaires supérieurs, incluant des cours spécialisés dans le paysagisme, le logement urbain, l'énergie et l'environnement, l'histoire et la théorie, la recherche en design, ainsi que des formations journalières d'entretien de bâtiment, de jardin, ou encore d'accès environnemental. Depuis sa fondation, l'école choisi chaque année son corps enseignant dans des pratiques internationales et progressives, permettant un renouvellement continuel de l'exploration architecturale.

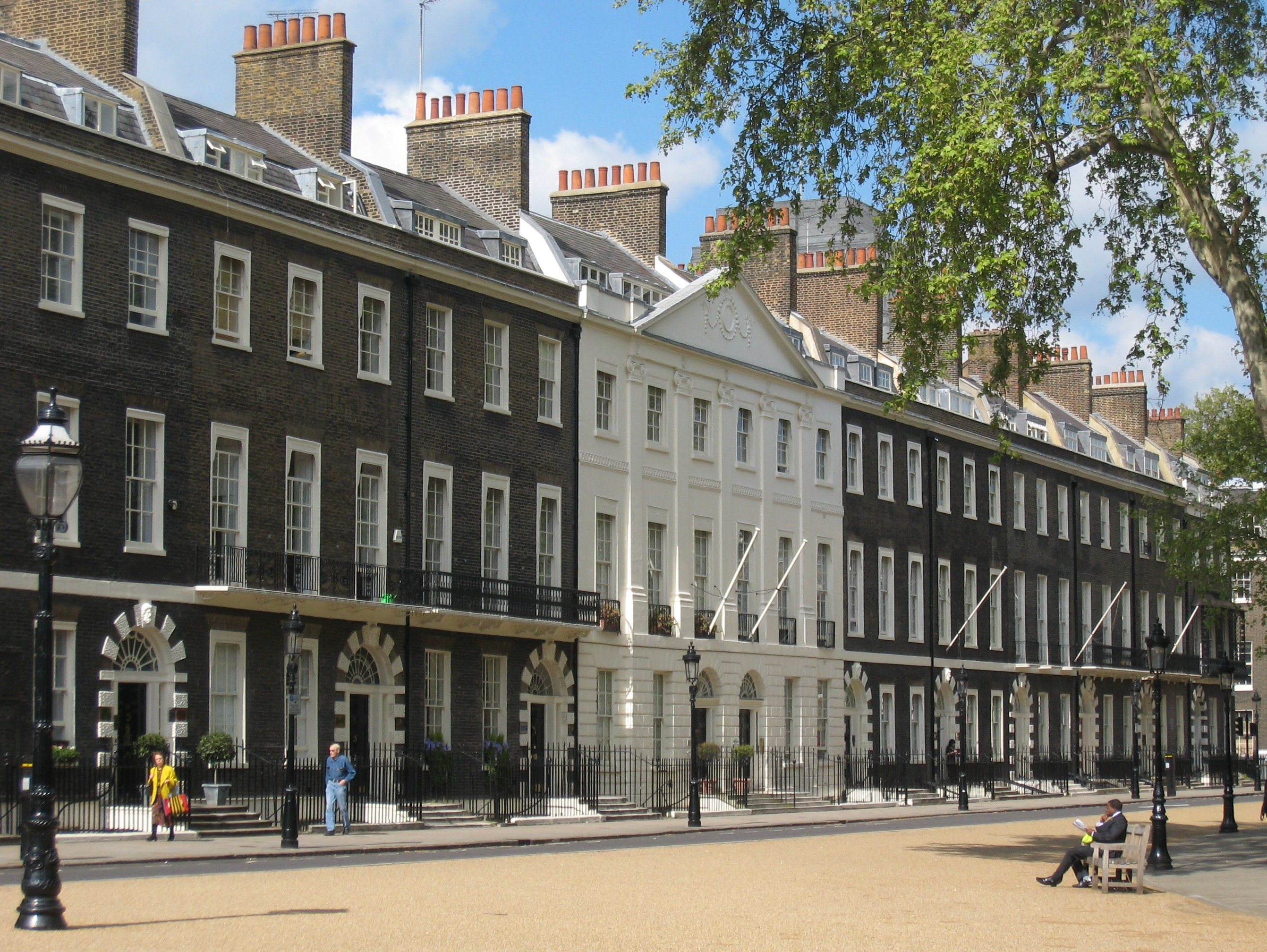
Architectural Association School of Architecture à Bedford Square.

L'école est connue pour ne pas dépendre du système universitaire d'État (de même que l'université de Buckingham), aux frais d'inscription comparables à ceux d'une école privée, malgré la disponibilité de bourses d'études méritoires. Les étudiants non-européens devant payer des frais d'inscription élevés pour toutes les universités publiques du Royaume-Uni, les tarifs pratiqués par l'AA restent en comparaison relativement abordables, ainsi la proportion d'étudiants étrangers y est plus élevée par rapport à la plupart des autres écoles d'architectures britanniques[réf. nécessaire].

## Anciens étudiants
- Elisabeth Scott
- Denise Scott Brown
- Will Alsop
- Peter Anson
- Caroline Bos
- David Chipperfield(Pritzker Prize, 2023)
- Peter Cook
- Kenneth Frampton
- Piers Gough
- Sir Nicholas Grimshaw
- Zaha Hadid (Pritzker Prize, 2004)
- Thomas Hardy
- Sophie Hicks (1993)
- Michael Hopkins
- Louisa Hutton
- Rem Koolhaas (Pritzker Prize, 2000)
- Denys Lasdun
- John Pawson
- Benoît Fondu
- Sergio Pineda
- Cedric Price
- Ole Scheeren
- Matthias Sauerbruch
- Richard Rogers (Pritzker Prize, 2007)
- Michael Ventris
- Robin Evans
- Ralph Tubbs
- Geoffrey Bawa
- Peter Salter
- John Frazer
- Cristiano Ceccato
- David Jason Gerber
- Mohsen Mostafavi
- Ron Arad
- Janek Konarski
- Mary Medd
- Elsie Owusu

## Anciens professeurs
- Abalos&Herreros
- David Adjaye
- Will Alsop
- Wiel Arets
- Donald Bates
- Ben van Berkel
- Raoul Bunschoten
- Reg Butler
- Mark Cousins
- Peter Davidson
- Robin Evans
- John Frazer
- Ranulph Glanville
- Zaha Hadid
- Louisa Hutton
- Jeff Kipnis
- Rem Koolhaas
- Léon Krier
- Daniel Libeskind
- Stefano de Martino
- Mohsen Mostafavi
- Farshid Moussavi
- Alejandro Zaera Polo
- Alberto Pérez-Gómez
- Cedric Price
- David Racz
- Philippe Rahm
- Kevin Rhowbotham
- Matthias Sauerbruch
- Patrik Schumacher
- Dennis Sharp
- Peter Smithson
- Bernard Tschumi
- Dalibor Vesely
- Alex Wall
- Ken Yeang
- Elia Zenghelis
- Nicolas Sterling